# Крамер, Теодор
Теодор Крамер (нем. Theodor Kramer, 1 января 1897, Нидерхоллабрун, Австро-Венгрия — 3 апреля 1958, Вена) — австрийский поэт.

## Биография
Родился в еврейской семье. Участник Первой мировой войны, был тяжело ранен. Учился в Венском университете, сменил множество занятий. После аншлюса скрывался, в 1939 году эмигрировал в Великобританию. В течение нескольких месяцев был интернирован, затем служил библиотекарем в техническом колледже. В 1957 году вернулся на родину и вскоре умер.
Племянница Теодора Крамера — Эдит Крамер (род.1916), австро-американская художница, широко известная благодаря публикациям по арт-терапии.

## Творчество и признание
Балладная лирика Крамера близка к поэтике австрийского экспрессионизма. Широкая известность пришла к поэзии Крамера в 1970-е годы, когда начали печататься его стихи, оставшиеся в архиве. Один из томов его избранных стихотворений (1999) составила Герта Мюллер. Многие его стихотворения исполняются как песни. Общество Теодора Крамера публикует ежегодник материалов о нём и его творчестве. С 2001 году вручается литературная премия Теодора Крамера. Изображён на австрийской почтовой марке 1997 года.

## Книги стихов
- Die Gaunerzinke/ Условный знак (1929, премия г. Вена)
- Kalendarium/ Календарь (1930)
- Wir lagen in Wolhynien im Morast/ Трясинами встречала нас Волынь (1931)
- Mit der Ziehharmonika/ С гармоникой (1936)
- Verbannt aus Österreich/ Изгнан из Австрии (1943)
- Wien 1938. Die grünen Kader/ Вена 1938. Зелёные кадры (1946)
- Die untere Schenke/ Погребок (1946)
- Lob der Verzweiflung/ Хвала отчаянию (1972; подготовлено автором к печати в 1946 году)

## Сводные издания
- Gesammelte Gedichte. Band 1—3 / Hg. von Erwin Chvojka. Wien; München; Zürich: Europaverlag, 1984—1987.
- Gesammelte Gedichte. Band 1—3. — Wien: Paul Zsolnay Verlag, 1989—2004.

## Публикации на русском языке
- [Стихи] // Из современной австрийской поэзии. — М.: Прогресс, 1975. — С. 23—102.
- [Стихи] // Западноевропейская поэзия XX века. — М.: Художественная литература, 1977. — С. 44—49.
- Афоризмы / Пер. Э. Львовой // Вопросы литературы. — 1977. — № 1. — С. 303—307.
- [Стихи] / Пер. Е. Витковского // Иностранная литература. — 1987. — № 12. — С. 181—186.
- Вырезки из газет. [Стихи]/ Пер. Е. Витковского // Иностранная литература. — 1992. — № 11. — С. 11—12.
- Для тех, кто не споёт о себе. Избр. стихотворения / Сост. А. Белобратова. Пер. с нем. Е. Витковского, Е. Гулыги, Н. Локшиной, В. Фадеева, А. Шестакова. — СПб.: Дидактика Плюс, 1997 (на нем. и рус. яз.). — 479 с.
- Зелёный дом / Пер. с нем. Е. Витковского. — М.: Водолей, 2012. — 160 с.
- Хвала отчаянию: Избранные стихотворения / Пер. с нем. Е. Витковского. — М.: Водолей, 2019. — 302 с. — ISBN 978-5-91763-486-9